# The Dosadi Experiment
The Dosadi Experiment (1977) é um romance de ficção científica escrito por  Frank Herbert, autor de Duna . É o segundo romance que se passa no universo ConSentiency que foi descrito inicialmente por Herbert em seu conto The Tactful Saboteur e ampliado em Whipping Star.

## Enredo
A novela ocorre em um futuro distante quando humanos são parte de um civilização interestelar denominada ConSentiency, composta de muitas espécies. Uma delas, os Taprisiots, fornece comunicação instantânea entre duas mentes de seres sencientes localizados em qualquer lugar no universo e outra, os Caleban, fornece portais ("jump-doors") que permitem deslocamento instantâneo entre quaisquer dois pontos no universo. Ambas raças possibilitam a união da vasta ConSentiency.  Infelizmente, uma consequência da tecnologia dos portais é a possibilidade de que uma grande quantidade de sencientes possa ser desviada para destinos obscuros por algum propósito escuso. Um sabotador tentar expor uma conspiração desse tipo.
Jorj X. McKie é um Saboteur Extraordinary, um dos mais importantes do  Bureau of Sabotage, e o único humano com permissão para praticar advocacia perante o tribunal dos Gowachin na qualidade de legum (advogado). Enquanto meditava em um parque do quartel-general do BuSab McKie é contactado mentalmente pela Caleban Fannie Mae, membro de um espécie com poderes extraordinários que vive em outra dimensão, cuja manifestação visível neste universo é a estrela Thyone no aglomerado de Plêiades.
Há muitas gerações passadas, os Gowachins realizaram um experimento secreto com a ajuda de um contrato com os Calebans. Eles isolaram o planeta Dosadi atrás de uma barreira impenetrável denominada "The God Wall". Gowachins e humanos foram colocados no planeta, com uma mistura de tecnologias modernas e antigas. O planeta em si é altamente tóxico, exceto por um estreito vale, onde se localiza a cidade de "Chu", na qual quase 89 milhões de humanos e Gowachins convivem sob condições deploráveis. Governada por um ditador, após a tentativa de diversas formas de governo, mas sem a capacidade de remover coisas tais como o DemoPol, um sistema de computador utilizado para manipular a população sem o seu consentimento ou conhecimento. A cultura do quotidiano em Dosadi é muito violenta. Entre outros mecanismos, psicotrópicos viciantes são utilizados para manter as hierarquias em organizações
 Keila Jedrik, Senior Liator, inicia uma guerra que mudará Dosadi para sempre. Jory viaja para Dosadi e foge de lá com Keila após realizarem um compartilhamento de ego. Isto permite a eles a troca de corpos e assim utilizam uma lacuna no contrato que isola Dosadi para escapar por um dos portais.   Por meios de manobras legais a população de Dosadi é liberada e se difunde na ConSentiency, ao mesmo tempo que os responsáveis pelo projeto original tem que encarar as consequências, sendo o mesmo grupo que enviou McKie na esperança que uma solução de seu interesse fosse encontrada.

## Personagens principais

### Jorj X. McKie
Jorj X. McKie é o principal saboteur extraordinary do  Bureau of Sabotage (BuSab), uma organização encontrada no Dosadi experiment bem como em outros dois contos anteriores. Hell é descrito como um arracado e feio com ascendência entre os povos das ilhas do Pacífico, com olhos verdes e cabelos ruivos.  Os Gowachin dizem que sentem o peso da idade em seus ossos quando em sua presença, quando McKie sorri se torna muito semelhante ao seu "deus Frog", o Legislador quase divino, Mrreg.
Um encrequeiro nato, Jorj McKie encontra no BuSab um oportunidade de exercer suas inclinações. BPorém, o sucesso de McKie como um agente do BuSab é resultado de sua inteligência formidável e de uma grande sensibilidade a respeito das tradições de outra espécies, além de sua capacidade de se adaptar a quaisquer circunstâncias. Enviado para Dosadi como um dos melhores agentes do BuSab, ele se sente como uma criança em comparação com a população treinada em violência por quinze gerações. Entretanto, em menos de uma semana Keila o avalia como "mais Dosadi do que os Dosadis."
Apesar do seu amor pela Caleban Fannie Mae (um amor que é retribuído), McKie tem dificuldades em manter relacionamento duradouros com humanas; ele foi casado por mais de cinquenta vezes por ocasião do episódio de Dosadi.  No entanto, ele encontra em Keila Jedrik muito mais do uma alma gêmea.

### Keila Jedrik
Keila Jedrik é uma humana nativa de Dosadi com cabelos negros eriçados e gélidos olhos azuis. Ela introduziu uma falha sutil no sistema de computador do governo que controla a distribuição de alimentos, o que eliminou sua própria posição como "Senior Liaitor" em conjunto com os empregos de outros 49 humanos.  This Essa pequena ação desencadeou um reação em cadeia que levou a uma guerra contra os Gowachins que viviam lado-a-lado com os humanos na única cidade habitável do planeta, uma crise para a qual ela estava preparada.  Jedrik é o ápice de oito gerações de preparação de um plano para romper a barreira que prende Dosadi.
Quando o Bureau of Sabotage toma conhecimento da existência de Dosadi e envia o saboteur extraordinary Jorj X. McKie para investigar, Jedrik captura McKie antes que ele caia nas mãos de Broey, o governante do planeta. O romance narra a forma com que os dois se tornaram unidos em corpo, mente e propósito.

### Broey
Broey, Elector, é o governante de Dosadi. O Gowachin Broey demora para perceber os distúrbios raciais em Chu como o início de uma guerra orquestrada por uma funcionária de sua organização chamada Keila Jedrik.
Após poucos dias, Broey é forçado a abandonar seus aliados humanos e direcionar seus recursos à defesa de um estreito corredor que liga Chu e o Rim. Reconhecendo as habilidades superiores de Jedrik, ele coordena ataques suicidas, para tornar a inevitável vitória tão cara quanto possível. Porém ele é obrigado a se render pessoalmente à Jedrik após a barreira mantida pelos Caleban escurecer o céu em preparação à destruição do planeta.
Após o cancelamento do contrato com os Calebans, Broey se alia com Jedrik e toma o poder na ConSentiency. Ele é o único juiz que sobrevive a arena quando o caso Dosadi vai a julgamento. Ao final, todavia, ele acaba por se tornar o principal alvo das intervenções do Bureau of Sabotage sob seu no líder, Jorj X. McKie.

## Prêmios
The Dosadi Experiment foi indicado para um Locus Award na categoria de melhor romance de ficção científica em 1978, porém perdeu para a novela Gateway de Frederik Pohl's .